# Galaxia IC 10
La galaxia IC 10 es una galaxia perteneciente al Grupo local y se encuentra en la constelación de Casiopea. Es una galaxia enana que se halla a una distancia aproximada de 1,8 millones de años luz. Por sus características y dimensiones se asemeja a la denominada Pequeña Nube de Magallanes, y por su distancia a Andrómeda -que es la misma que la existente a Triángulo- quizás forme parte del "subgrupo M31".

## Clasificación
Es otra más de las denominadas galaxia enanas y esto es debido a su masa relativamente pequeña. Esto se comprueba mediante las observaciones telescópicas que realizan los investigadores, o bien mediante observaciones a través de satélites espaciales.

El rasgo más notable de éste objeto es ser la galaxia con brote estelar más cercana a la nuestra; su densidad de estrellas Wolf-Rayet es muy superior a la de la Gran Nube de Magallanes o la Pequeña Nube de Magallanes.

## Descubrimiento astronómico

### IC 10 X-1

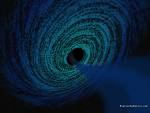
Impresión artística del mayor agujero negro estelar, descubierto el 30-10-2007 en la Galaxia IC 10. (Fotografía: NASA).

La galaxia IC 10 se destaca particularmente, en estos momentos, por haberse descubierto en ella (mediante la exploración a través de dos satélites enviados al espacio por la NASA) el 30 de octubre de 2007, el mayor agujero negro estelar conocido hasta el presente y cuyo tamaño oscila entre 24 a 33 veces la masa del Sol.

Cabe destacar que hasta el presente el récord en dimensión lo tenía el agujero negro estelar que había sido descubierto el 17 de febrero del mismo año, en la galaxia M33, y cuya masa equivale 16 veces a la del Sol.